# Bob Hatton
Pour les articles homonymes, voir Hatton.
Robert James Hatton, plus connu sous le nom de Bob Hatton (né le 10 avril 1947 à Kingston-upon-Hull dans le Yorkshire de l'Est) est un joueur de football anglais, qui évoluait au poste d'attaquant.

## Palmarès
| Blackpool - Championnat d'Angleterre D2 : - Meilleur buteur : 1977-78 (22 buts). |  | Sheffield United - Championnat d'Angleterre D4 (1) : - Champion : 1981-82. |  | Cardiff City - Championnat d'Angleterre D3 : - Vice-champion : 1982-83. |